# Пюилозик
Пюилози́к (фр. Puylausic) — коммуна во Франции, находится в регионе Юг — Пиренеи. Департамент — Жер. Входит в состав кантона Ломбес. Округ коммуны — Ош.
Код INSEE коммуны — 32336.

## География

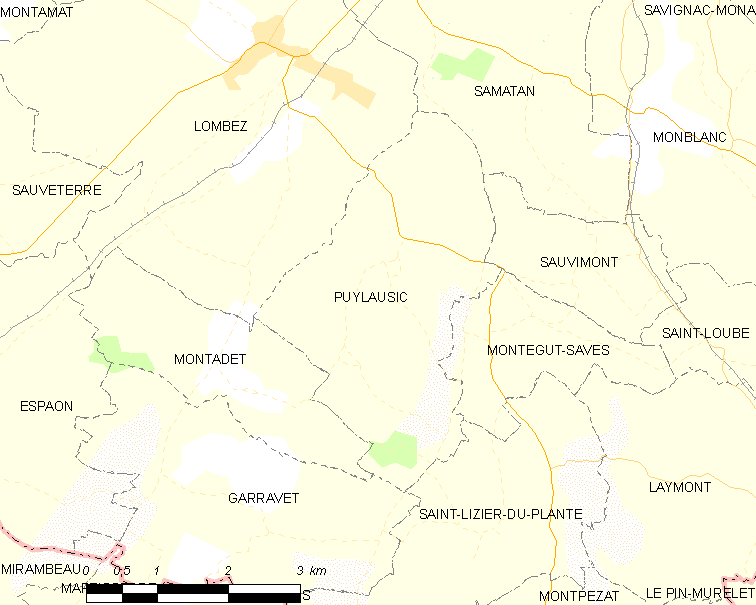
Карта коммуны

Коммуна расположена приблизительно в 620 км к югу от Парижа, в 45 км юго-западнее Тулузы, в 36 км к юго-восточнее от Оша.

## Климат
Климат умеренно-океанический. Лето жаркое и немного дождливое, температура часто превышает 35 °С. Зимой часто бывает отрицательная температура и ночные заморозки. Годовое количество осадков — 700—900 мм.

## Население
Население коммуны на 2010 год составляло 188 человек.
| 1962 | 1968 | 1975 | 1982 | 1990 | 1999 | 2010 |
| ---- | ---- | ---- | ---- | ---- | ---- | ---- |
| 241  | 212  | 193  | 181  | 199  | 157  | 188  |

## Администрация
| Период | Период | Фамилия      | Партия | Примечания |
| ------ | ------ | ------------ | ------ | ---------- |
| 2001   | 2008   | Роже Дюпюи   |        |            |
| 2008   | 2014   | Жак Робер    |        |            |
| 2014   | 2020   | Бернар Берья |        |            |

## Экономика
В 2010 году среди 124 человек трудоспособного возраста (15-64 лет) 82 были экономически активными, 42 — неактивными (показатель активности — 66,1 %, в 1999 году было 67,4 %). Из 82 активных жителей работали 75 человек (44 мужчины и 31 женщина), безработных было 7 (1 мужчина и 6 женщин). Среди 42 неактивных 13 человек были учениками или студентами, 16 — пенсионерами, 13 были неактивными по другим причинам.